# Colletes tulbaghensis
Colletes tulbaghensis là một loài Hymenoptera trong họ Colletidae. Loài này được Kuhlmann mô tả khoa học năm 1998.